# Веллтон (Аризона)
Веллтон (англ. Wellton) — місто (англ. town) в США, в окрузі Юма штату Аризона. Населення — 2375 осіб (2020).

## Географія
Веллтон розташований за координатами 32°38′24″ пн. ш. 114°12′50″ зх. д. / 32.64000° пн. ш. 114.21389° зх. д. (32.639995, -114.214000).  За даними Бюро перепису населення США в 2010 році місто мало площу 74,94 км², уся площа — суходіл.

## Демографія
Згідно з переписом 2010 року, у місті мешкали 2882 особи в 1220 домогосподарствах у складі 895 родин. Густота населення становила 38 осіб/км².  Було 2081 помешкання (28/км²).
Расовий склад населення:
| - 79,3 % — білих - 1,3 % — чорних або афроамериканців - 0,6 % — корінних американців - 0,3 % — азіатів - 0,1 % — вихідців з тихоокеанських островів - 15,5 % — осіб інших рас |

До двох чи більше рас належало 2,9 %. Частка іспаномовних становила 36,0 % від усіх жителів.
За віковим діапазоном населення розподілялося таким чином: 18,0 % — особи молодші 18 років, 46,7 % — особи у віці 18—64 років, 35,3 % — особи у віці 65 років та старші. Медіана віку мешканця становила 55,5 року. На 100 осіб жіночої статі у місті припадало 97,3 чоловіків;  на 100 жінок у віці від 18 років та старших — 99,8 чоловіків також старших 18 років.
Середній дохід на одне домашнє господарство  становив 57 484 долари США (медіана — 42 869), а середній дохід на одну сім'ю — 52 307 доларів (медіана — 44 309). За межею бідності перебувало 12,7 % осіб, у тому числі 47,6 % дітей у віці до 18 років та 3,9 % осіб у віці 65 років та старших.
Цивільне працевлаштоване населення становило 397 осіб. Основні галузі зайнятості: освіта, охорона здоров'я та соціальна допомога — 32,5 %, науковці, спеціалісти, менеджери — 16,4 %, мистецтво, розваги та відпочинок — 11,3 %, роздрібна торгівля — 9,3 %.